# Lepidozona vietnamensis
Lepidozona vietnamensis is een keverslakkensoort uit de familie van de Ischnochitonidae. De wetenschappelijke naam van de soort is voor het eerst geldig gepubliceerd in 1991 door Strack.